# 레카네맙
레카네맙(Lecanemab)은 레켐비(Leqembi)라는 상품명으로 판매되며, 알츠하이머병 치료에 사용되는 단일클론 항체 약물이다. 레카네맙은 아밀로이드 베타를 표적으로 하는 항체이다. 경도 인지 장애 또는 경도 치매 환자에게 정맥 주입으로 투여된다. 임상시험에서 위약 대비 상대적 인지 저하 감소에 있어 미미한 효능을 보였다. 레카네맙의 가장 흔한 부작용으로는 두통, 주입 관련 반응, 그리고 아밀로이드 관련 영상 이상이 있으며, 이는 아밀로이드를 표적으로 하는 항체 계열에서 발생하는 것으로 알려져 있다.
레카네맙은 에자이(Eisai)와 바이오젠(Biogen)이 공동 개발했다. 2023년 1월 미국에서 의료용으로 신속 승인되었고, 2023년 7월 미국 식품의약국(FDA)의 정식 승인을 받았다. 레카네맙은 2024년 5월 한국에서, 2024년 12월 멕시코에서 의료용으로 승인되었다.